# Pastoralreferent
Pastoralreferent (abgekürzt PR) ist die Bezeichnung für einen Beruf in der katholischen Kirche, in der Selbständigen Evangelisch-Lutherischen Kirche sowie im Bund Evangelisch-Freikirchlicher Gemeinden.

## Übersicht
Die männlichen oder weiblichen Pastoralreferenten in der römisch-katholischen Kirche verfügen üblicherweise über ein Diplom oder einen Magister in katholischer Theologie und eine kirchliche, meist innerdiözesane Ausbildung. Es gibt diesen Beruf nur in Deutschland, Österreich, der Schweiz und den Niederlanden. In Deutschland ist er nicht in allen Diözesen vertreten. Erster Pastoralreferent war der belgische Theologe Petrus Ceelen, der dieses Amt ab 1971 im Bistum Rottenburg-Stuttgart bekleidete.
Pastoralreferenten gibt es ebenfalls im Bund Evangelisch-Freikirchlicher Gemeinden. Sie bilden neben den Pastoren und Diakonen die dritte ordinierte Berufsgruppe im Rahmen dieser Freikirche und sind überwiegend in den Gemeinden brüdergemeindlicher Tradition tätig.
Pastoralreferentin ist auch die Bezeichnung für einen Beruf in der Selbständigen Evangelisch-Lutherischen Kirche. Dieser kann nur von Frauen ausgeübt werden, die ein abgeschlossenes Theologiestudium haben. Die typischen Aufgaben und das Berufsprofil ähneln denen in der römisch-katholischen Kirche.

## Berufsprofil
Pastoralreferenten arbeiten in der Seelsorge einer Pfarrei, eines Pfarrverbandes, eines Dekanats oder einer anderen pastoralen Einheit mit. Sie sind dort meist einem Pfarrer oder Dekan unterstellt. Darüber hinaus sind PR in besonderen Arbeitsbereichen in der Seelsorge (Kategorialseelsorge) tätig, zum Beispiel in der Krankenhaus- und Altenheimseelsorge, der Hochschulpastoral, im Schulwesen, in der Erwachsenenbildung, in der Jugendarbeit, in der Kirchenverwaltung usw.
PR arbeiten weitgehend selbständig und eigenverantwortlich innerhalb eines festgelegten Arbeitsbereichs. Sie begleiten, qualifizieren und motivieren ehrenamtliche Mitarbeiter.
Sehr eng verwandt mit dem Beruf des Pastoralreferenten ist der Beruf des Gemeindereferenten. Die Aufgabenbereiche und die Tätigkeitsprofile überschneiden sich größtenteils, jedoch ist die akademische Ausbildung ausschlaggebend. Gemeindereferenten weisen in der Regel ein Fachhochschulstudium der Religionspädagogik oder der Praktischen Theologie vor. Der akademische Zugangsweg entscheidet, ob das (Erz-)bistum einen Bewerber als Pastoral- oder Gemeindereferenten einstellt.

### Situation in Österreich
Auch in Österreich gibt es ein vergleichbares kirchliches Amt mit entsprechendem Berufsprofil, die Berufsbezeichnungen lauten aber Pastoralhelfer für Mitarbeiter ohne entsprechende Ausbildung, Pastoralpraktikanten während der Absolvierung ihres Pastoraljahres und Pastoralassistenten nach Abschluss der Ausbildung und kirchlicher Sendung.
Die österreichische Bischofskonferenz sieht zwei Ausbildungsmöglichkeiten für diesen Beruf vor: Theologiestudium mit pastoraler Ausbildung oder theologische Grundausbildung mit anschließendem Diplomlehrgang. Eine Unterscheidung der Berufsbezeichnungen anhand der Zugangswege wie in den meisten deutschen Diözesen in Pastoralreferenten und Gemeindereferenten ist in Österreich nicht bekannt.

## Typische Aufgaben
- die Sakramentenvorbereitung, wie zur Taufe, Erstkommunion, Firmung, Buße
- die kirchliche Erwachsenenbildung
- die Begleitung Ehrenamtlicher im Pfarrgemeinderat, Sozialkreis usw.
- einzelne liturgische Aufgaben (Wort-Gottes-Feier, Kindergottesdienst, Katechese)
- Spirituelle Angebote (Glaubensgespräche, Exerzitien)
- Beerdigungsdienst
- Einzelseelsorge (Gespräche, Besuche)
- Alten- und Krankenseelsorge
- diverse Koordinations- und Vernetzungsaufgaben
- Öffentlichkeitsarbeit und Gremienarbeit
- Kinder- und Jugendarbeit wie z. B. Ministrantenarbeit

## Ausbildung
- Studium Katholische Theologie mit Diplom- oder Magisterabschluss oder Studium Katholische Religionslehre (Sekundarstufe 2) als Erstfach mit 1. Staatsexamensabschluss oder Master of Education (Examensarbeit / Masterarbeit Theologie) in Verbindung mit einer kirchlichen Ergänzungsprüfung. Alle Studienabschlüsse gelten als Erste Dienstprüfung.
- Pastoralkurs in Verantwortung der Diözesen (oft gemeinsam mit den Gemeindeassistenten und Priesteramtskandidaten)
- Praxisbegleitende Berufseinführungskurse bis hin zur Zweiten Dienstprüfung
- Während der Berufseinführung lautet die Berufsbezeichnung Pastoralassistent.